# Йозеф Оберт
Йозеф Оберт (словац. Jozef Obert, 4 січня 1938, Вельке Бєліце — † 18 жовтня 2020, Братислава) — чехословацький футболіст, нападник. По завершенні ігрової кар'єри — тренер.

## Клубна кар'єра
На дорослому рівні почав грати у клубі «Слован» (Братислава), з яким тричі вигравав Кубок Чехословаччини, в тому числі взявши участь у фінальному матчі 1963 року з празькою «Славією», де братиславці виграли з рахунком 9:0, а сам Оберт забив 5 голів. Також Йозеф забив найшвидший гол в історії вищої чехословацької ліги, відзначившись 21 березня 1964 року в матчі проти празької «Спарти» (2:1) вже на 6-ій секунді гри.
Військову службу у 1959—1960 роках проходив у клубах «Руда Гвезда» (Брно) та «Червена Гвезда» (Братислава), крім того два сезони провів ще у клубі «Татран». Всього у чехословацькій вищій лізі Оберт провів 262 матчі і забив 94 голи.
Завершував ігрову кар'єру в клубі «Ваккер» (Інсбрук), з яким виграв два поспіль чемпіонати Австрії у 1971 і 1972 роках.

## Виступи за збірну
1958 року Оберт зіграв в чотирьох матчах за національну збірну Чехословаччини.

## Тренерська кар'єра
Після завершення ігрової кар'єри Оберт став тренером. Очолював чехословацькі клуби «Банік» (Прієвідза) та «Кошице», австрійську «Аустрію» (Зальцбург), а також працював у рідному «Словані» (Братислава), де тренував молодіжні команди та працював помічником Йозефа Венглоша у основній команді.

## Досягнення
- Володар Кубка Чехословаччини: 1962, 1963, 1968
- Чемпіон Австрії (2): 1970/71, 1971/72
- Володар Кубка Австрії (1): 1969/70

## Особисте життя
Помер 18 жовтня 2020 року в Братиславі.
Його онук Адам Оберт, також став футболістом.